# Zes edellieden
Zes edellieden (traditioneel Chinees: 六君子圖; pinyin: Liù jūnzǐ tú) is een landschap van de Chinese kunstschilder en kalligraaf Ni Zan (1301–1374), een van de Vier Meesters van de Yuan-dynastie. Het in gewassen inkt uitgevoerde werk is bevestigd op een hangende rol en toont zes bomen op een kleine zandbank aan de rand van een brede rivier. Dit is mogelijk een metafoor voor de zelfverkozen afzondering van rechtschapen literati tijdens de Mongoolse bezetting van China.
Zes edellieden is het eerste werk in de grimmige, minimalistische stijl waar Ni om bekend staat. Het vormde een keerpunt in zijn artistieke loopbaan: vrijwel al zijn latere landschappen vertonen een vergelijkbare sobere stijl. Deze werken hadden een grote invloed op het shan shui-genre.

## Beschrijving
In het gekalligrafeerde opschrift op het werk beschrijft Ni Zan de omstandigheden waarin Zes edellieden tot stand kwam. Op 10 mei 1345 bezocht hij per boot zijn vriend Lu Heng, een kunstverzamelaar. Lu kocht onmiddellijk papier en vroeg Ni om iets voor hem te schilderen, een verzoek dat hij elke keer deed wanneer hij hem ontmoette. Ni was vermoeid van de reis en het was reeds donker, maar desondanks vervaardigde hij de schildering bij het licht van een olielamp.
Het resultaat was een ingetogen landschap met op de voorgrond zes oude bomen op een kleine zandbank: een den, een cipres, een kamferboom, een honingboom, een laurierboom en een iep. Een brede rivier die het hele middenstuk beslaat vormt de achtergrond van de bomengroep. In de verte beslaat een gebergte de linkerhelft van de horizon. Ni Zan schreef dat de “oude meester Dachi” wel zou lachen als hij het werk zou zien. Hiermee doelde hij op de schilder Huang Gongwang (1269–1354), die op dat moment ook te gast was bij Lu. Nadat Huang het werk had beoordeeld, voegde hij een opschrift toe, met een gedicht waaraan het werk zijn huidige naam dankt:

In de verte bestrijken bewolkte bergen de herfstrivier;

Vlakbij staan eeuwenoude bomen opeengehoopt langs de glooiende kust.

Zes edellieden staan tegenover elkaar,

Rechtop, kaarsrecht, opvallend, onbuigzaam.

Een derde opschrift, mogelijk van de hand van een andere gast van Lu, bevat het aanbod om model te staan als visser, mocht Ni besluiten om deze aan het werk toe te voegen. Ni heeft echter altijd aan zijn gewoonte vastgehouden om nooit mensen op zijn taferelen af te beelden.
Ten slotte bevat het werk een kalligrafie die werd aangebracht na de dood van Huang. Het spreekt de wens uit dat Huang en Ni middels de schildering voor altijd mogen voortleven.

## Analyse

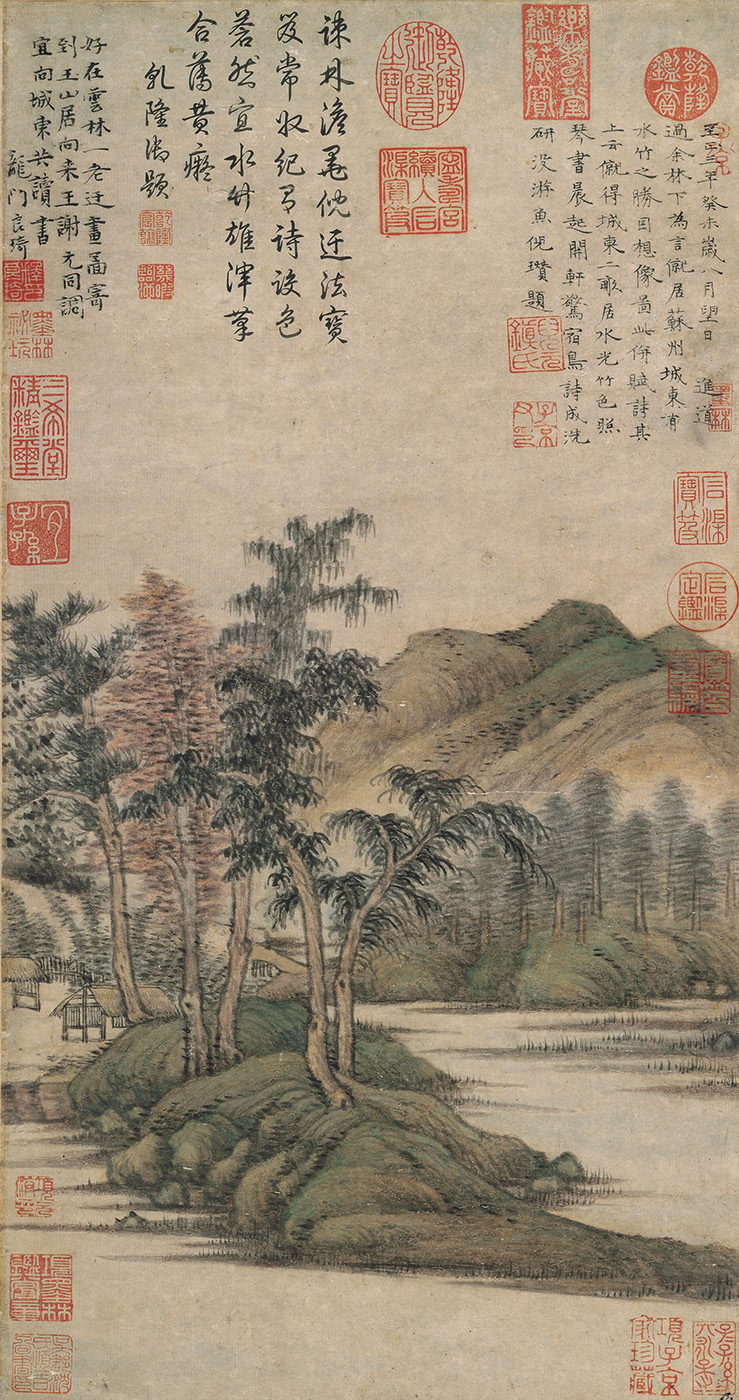
Water en bamboewoning

De compositie en penseelvoering van Zes edellieden zijn aanzienlijk eenvoudiger dan die van eerder werk van Ni Zan. Genieten van de wildernis in een herfstbos (1339) en Water en Bamboewoning (1343) waren bijvoorbeeld duidelijk beïnvloed door de stijlen van Dong Yuan (ca. 934–ca. 962) en Zhao Mengfu (1254–1322). Sinds de voltooiing van Zes edellieden benaderde Ni de landschapsschilderkunst op een volkomen andere manier. Men vermoedt dat Ni's sobere stijl deels een gevolg was van zijn beruchte obsessie met soberheid en zuiverheid. Daarnaast had hij een schijnbaar nonchalante kijk op zijn eigen schilderkunst gekregen, zoals blijkt uit zijn woorden:

Ik zoek nooit een treffende gelijkenis, want ik schilder enkel voor mijn eigen plezier.

Mogelijk was het grimmige landschap van Zes edellieden een weerspiegeling van Ni's gevoelens over de recente gebeurtenissen in en rond zijn woonplaats Wuxi. Door een overstroming van de Gele Rivier werden er veel mensen dakloos en ontstond er hongersnood. Dit gaf vervolgens aanleiding tot struikroverij en boerenopstanden. In reactie hierop verdeelde Ni Zan zijn bezittingen onder zijn vrienden en trok hij in in een woonboot.
Het isolement van de zes bomen zou een verwijzing kunnen zijn naar de houding van Song-loyalisten die, net als Ni, liever een leven van afzondering leidden dan te dienen onder het juk van de Mongoolse Yuan-dynastie. Dit wordt ook gesuggereerd door het opschrift van Huang. Met de term "edellieden" (junzi; 君子) werden in het confucianisme personen aangeduid die in moreel en sociaal opzicht superieur waren aan het gewone volk. "Zes edellieden" kan betrekking hebben op zes gelijkgezinde personen die waren verzameld in het huis van Lu Heng, of op een groep literati die wegens hun opvattingen uit hun ambt waren gezet door de Mongoolse regering.

## Invloed

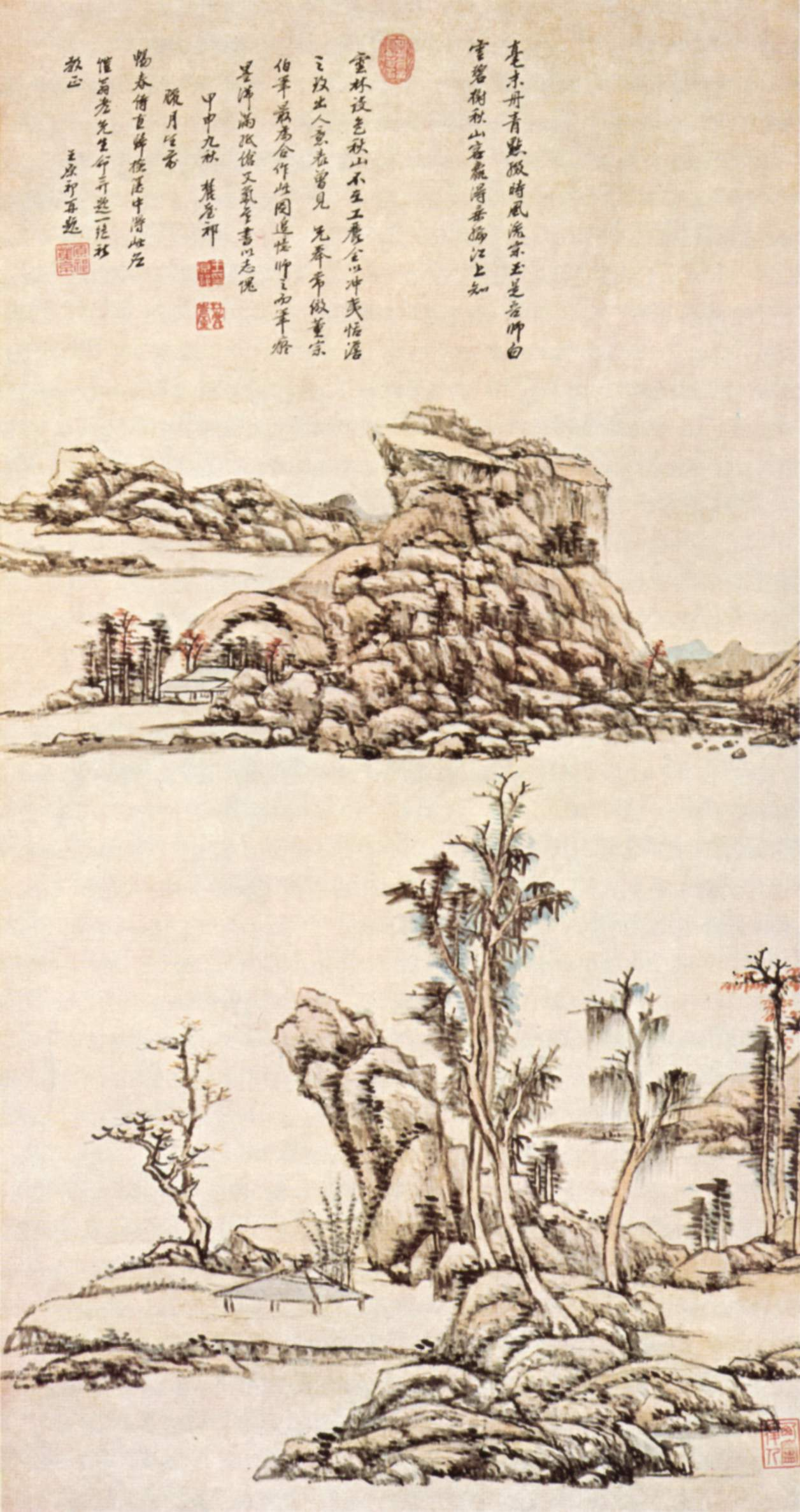
Rivierlandschap in de stijl van Ni Zan, hangende rol met gewassen inkt op papier door Wang Yuanqi (1642–1715)

Zes edellieden betekende een omwenteling in de stijl van Ni Zan. Al zijn latere shan shui-landschappen volgden een vergelijkbaar patroon: een ingetogen, bijna abstract tafereel in spaarzame gewassen inkt, met twee ver van elkaar gelegen rivieroevers, bomen die op de voorgrond scherp afsteken tegen de grote watermassa, en geen menselijke figuren.
Latere kunstenaars imiteerden en bouwden voort op die ingetogen stijl en geometrische abstractie. Hierdoor hadden Zes edellieden en de latere werken van Ni Zan een grote invloed op de ontwikkeling van de shan shui-landschapskunst.